# Grange aux dîmes (Wissous)
Pour les articles homonymes, voir Grange dîmière.
La grange aux dîmes est une ancienne grange dîmière située à Wissous, dans le département de l'Essonne, en France. Elle servait à stocker le résultat de la collecte de la dîme, c'est-à-dire un impôt en nature à destination du clergé. Depuis les années 1990, le bâtiment est utilisé comme restaurant gastronomique.

## Histoire

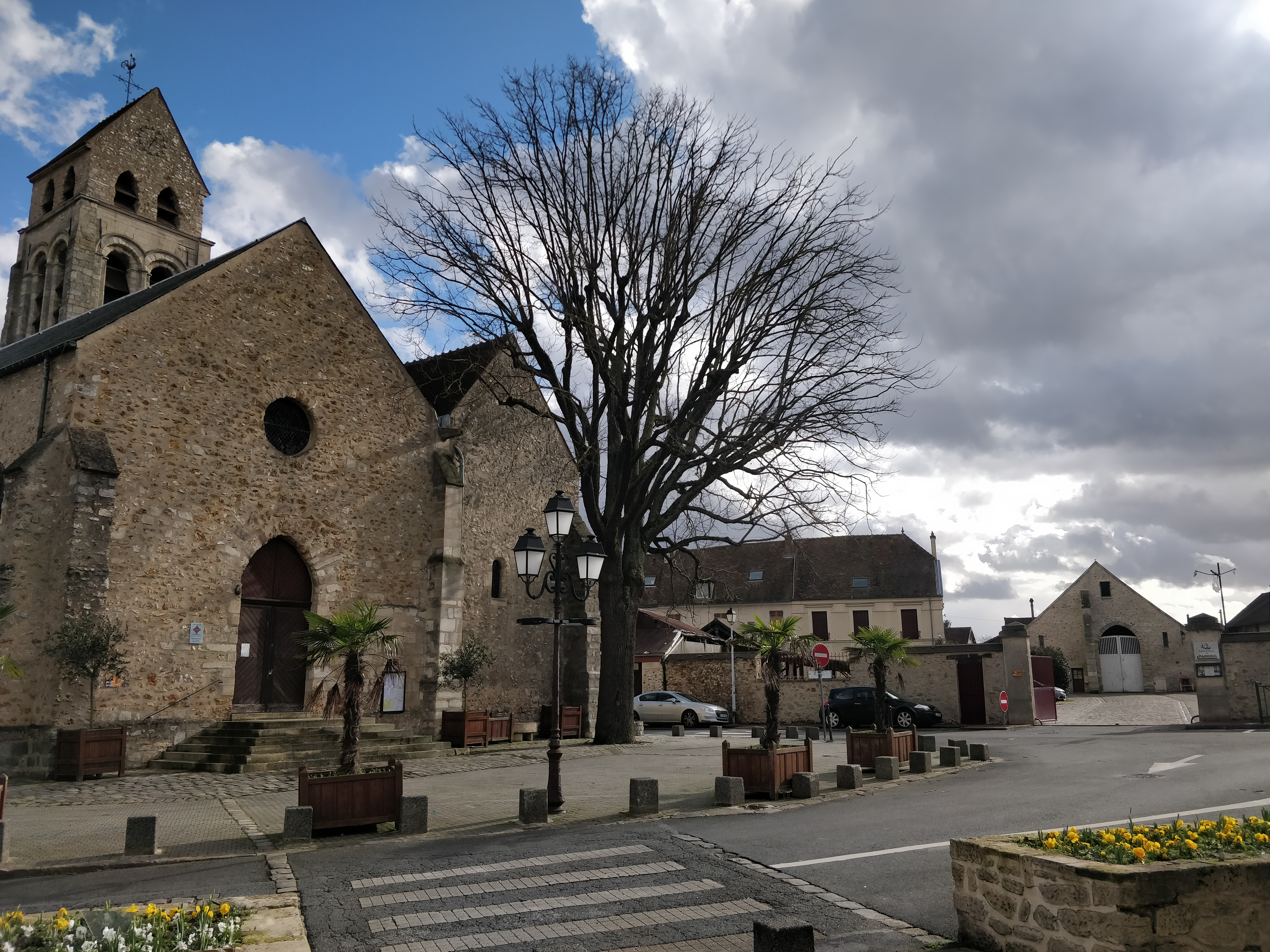
L'église Saint-Denis de Wissous et la grange aux dîmes en fond.

Datant du XIIIe siècle, le bâtiment se situe à l'origine dans l'enceinte d'une ferme, au fond d'une cour qui est l'entrée du corps de ferme.
Au XVIe siècle, le terrain de la ferme faisait l'équivalent de 92 hectares, soit l'une de plus grosses exploitations du pays. Elle est active jusqu'à la Révolution française.
La grange aux dîmes est située près de l'église Saint-Denis de Wissous, le seul monument historique de la commune. Les deux monuments ont été propriété du chapitre de Notre-Dame, la grange ayant été auparavant à l'évêque de Paris. Un pigeonnier a été détruit en 1895 pour le passage de la rue Victor-Baloche entre l'église et la ferme et afin de permettre sa jonction avec la rue André-Dolimier.
La façade de la grange aux dîmes est percée de trois entrées et est soutenue par un imposant contrefort qui rappelle celui de l'église. La légende voudrait d'ailleurs qu'un tunnel partant de cette grange rejoigne l'église.
L'entrée principale est surplombée d'une voûte gothique à arc brisée de grande hauteur et dans l'entrée nichent régulièrement des hirondelles. Le volume intérieur est vaste avec une hauteur de près de douze mètres. La charpente est constituée de huit piliers d'une soixantaine de centimètres de large provenant d'arbres bicentenaires du Morvan. Au centre se trouve une cheminée massive, néanmoins, ni elle ni le dallage ne sont d'époque car ce sont des aménagements dû à un décorateur qui a refait l'intérieur en 1991 pour la reconversion du lieu. La cuisine nouvellement créée occupe la partie droite du bâtiment.
Le pavage du corps de ferme a été refait en 2003 en réutilisant les pavés d'origine.

## Reconversion

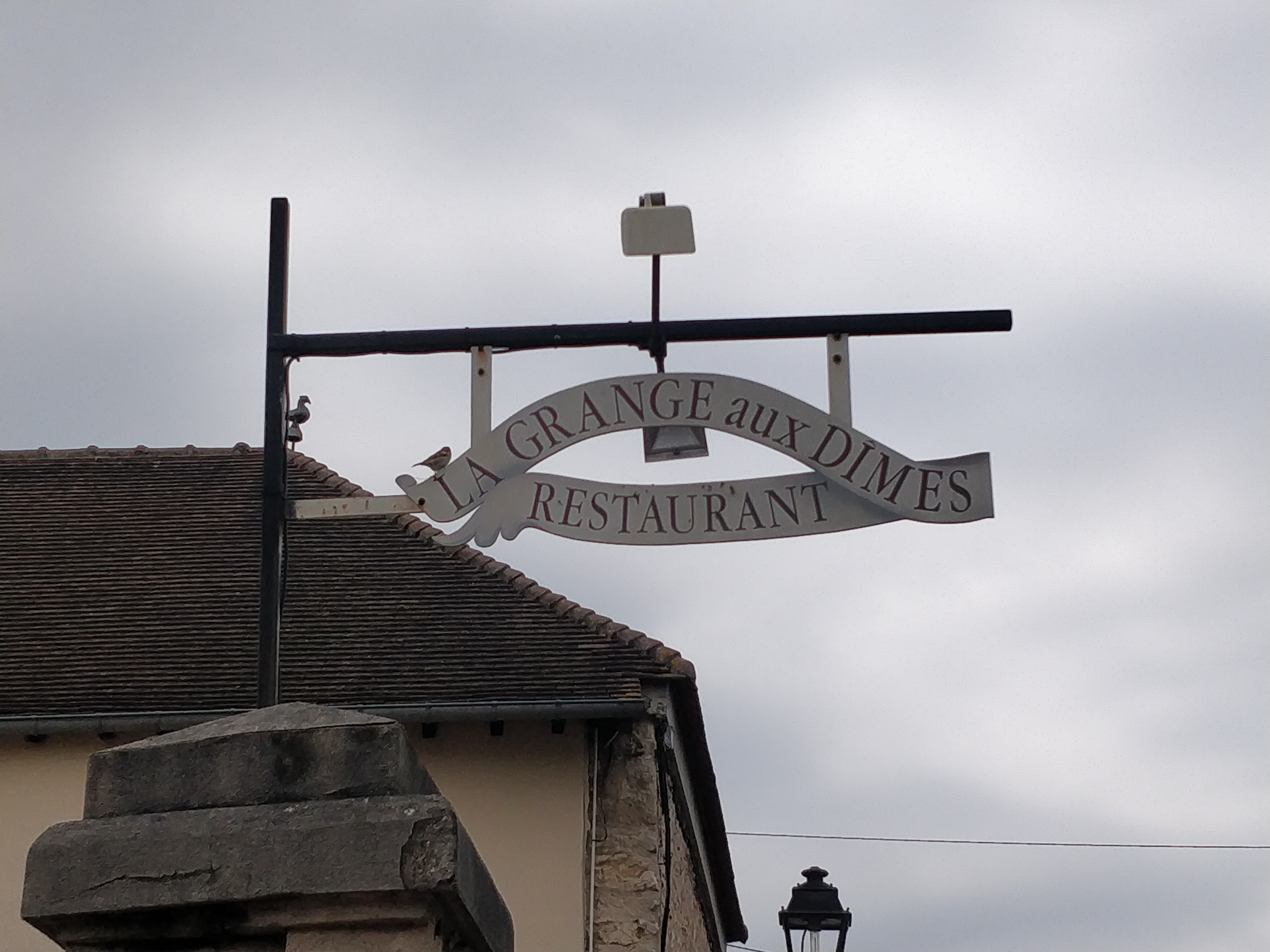
Signalétique du restaurant.

Le bâtiment est depuis 1991 un restaurant gastronomique sous le nom de « La Grange aux Dîmes »,.
Il a servi au moins une fois comme décor pour l'émission L'amour est dans le pré en 2017.